# Fiat Siena
La Fiat Siena è una vettura prodotta dalla casa automobilistica italiana FIAT dal 1996 al 2021, facente parte di un progetto di World car destinate ai paesi emergenti.

## Prima generazione (1996-2016)
Lanciata nel 1996 in Brasile, la Fiat Siena fa parte del Progetto 178 composto da una serie di autovetture (Siena, Palio, Albea) sviluppate sullo stesso progetto ma adattate alle varie realtà regionali in cui sono prodotte. La Siena in particolare è una berlina a tre volumi destinata principalmente ai mercati sudamericani.
Le produzioni di questi modelli (tra loro collegati) è iniziato, nel 1996, negli stabilimenti brasiliani della Fiat, seguito da quelli situati in Argentina, Venezuela, Polonia, Marocco e Turchia. Con il nuovo secolo anche le unità produttive situate in India, Sudafrica, Egitto e Cina hanno iniziato a sfornare gli stessi modelli. Anche il costruttore della Corea del Nord Pyeonghwa Motors ha assemblato la Siena in CKD tra il 2002 ed il 2006.
Il telaio iniziale è di derivazione della Fiat Uno europea, con varie modifiche quali irrigidimenti e passo allungato. Il design si deve alla matita di Giorgetto Giugiaro che ha disegnato una carrozzeria in 4.100 mm di lunghezza, 1.626 di larghezza e 1.445 di altezza.
I vari motori di cui poteva essere equipaggiata e che variavano a seconda della nazione di fabbricazione spaziavano tra i 1.200 e i 1.600 cm³ delle versioni con motore a benzina (tra cui il famoso FIRE) e tra i 1.700 e i 1.900 cm³ per i Diesel.

### Restyling 2001

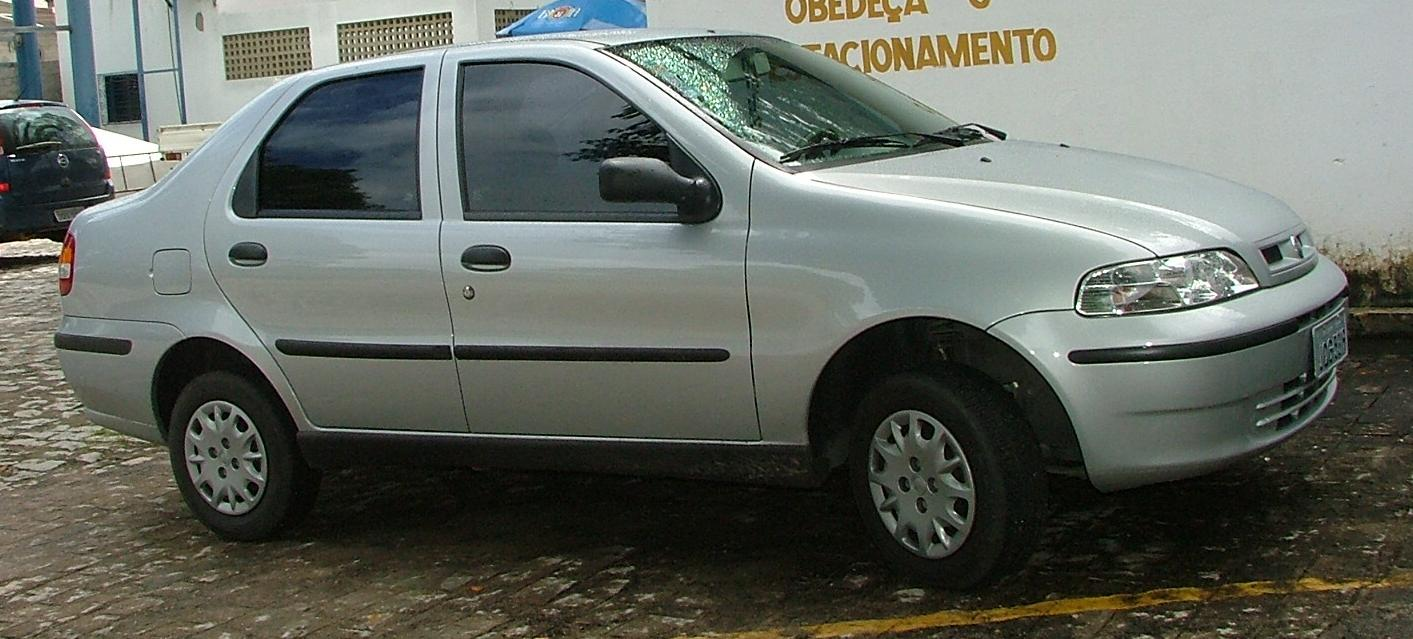
Fiat Siena restyling del 2001

A 5 anni dal debutto, nel 2001, viene sottoposta ad un importante restyling frutto della matita di Giorgetto Giugiaro: a cambiare soprattutto il frontale che dispone di nuovi fari rettangolari con spigoli smussati, nuova mascherina che ingloba il marchio Fiat diventato di forma circolare a sfondo blu, nuovi paraurti anteriori e posteriori (che portano le dimensioni della vettura fino alla lunghezza di 4,135 metri) e passo della vettura incrementato fino 2,373 metri. Per gli interni debuttano rivestimenti di qualità migliore e plastiche più curate. Immutata la meccanica mentre per i motori debuttano i nuovi Fire sedici valvole 1.0 e 1.2. La produzione della nuova Siena ristilizzata parte in contemporanea sia in Sud America che nell'Europa dell'Est oltre che in altri stati dell'Asia. Nel novembre del 2001 parte anche la produzione in Cina assemblata grazie all'accordo Nanjing-Fiat: la gamma motori si compone del 1.2 Fire otto valvole da 60 CV e dal più potente 1.5 sempre otto valvole da 85 CV. In molti paesi dell'Est Europa la Siena viene sostituita dalla Fiat Albea, sostanzialmente la stessa vettura solo migliorata nei contenuti per adeguarsi agli standard europei. Il modello 2001 venne lanciato anche in India con la denominazione di Fiat Petra equipaggiata con motori benzina 1.2 Fire, il più grande 1.6 sedici valvole e col 1.9 diesel aspirato da 63 CV. La Petra veniva prodotta nello stabilimento di Pune insieme al modello Palio.

### Aggiornamento 2004
Come sull'Albea anche la Siena è stata modificata con il nuovo frontale più arrotondato. Questa versione è rimasta in produzione fino al 2012 insieme al modello aggiornato nel 2008 andando a rappresentarne una versione più economica.

### Restyling 2008

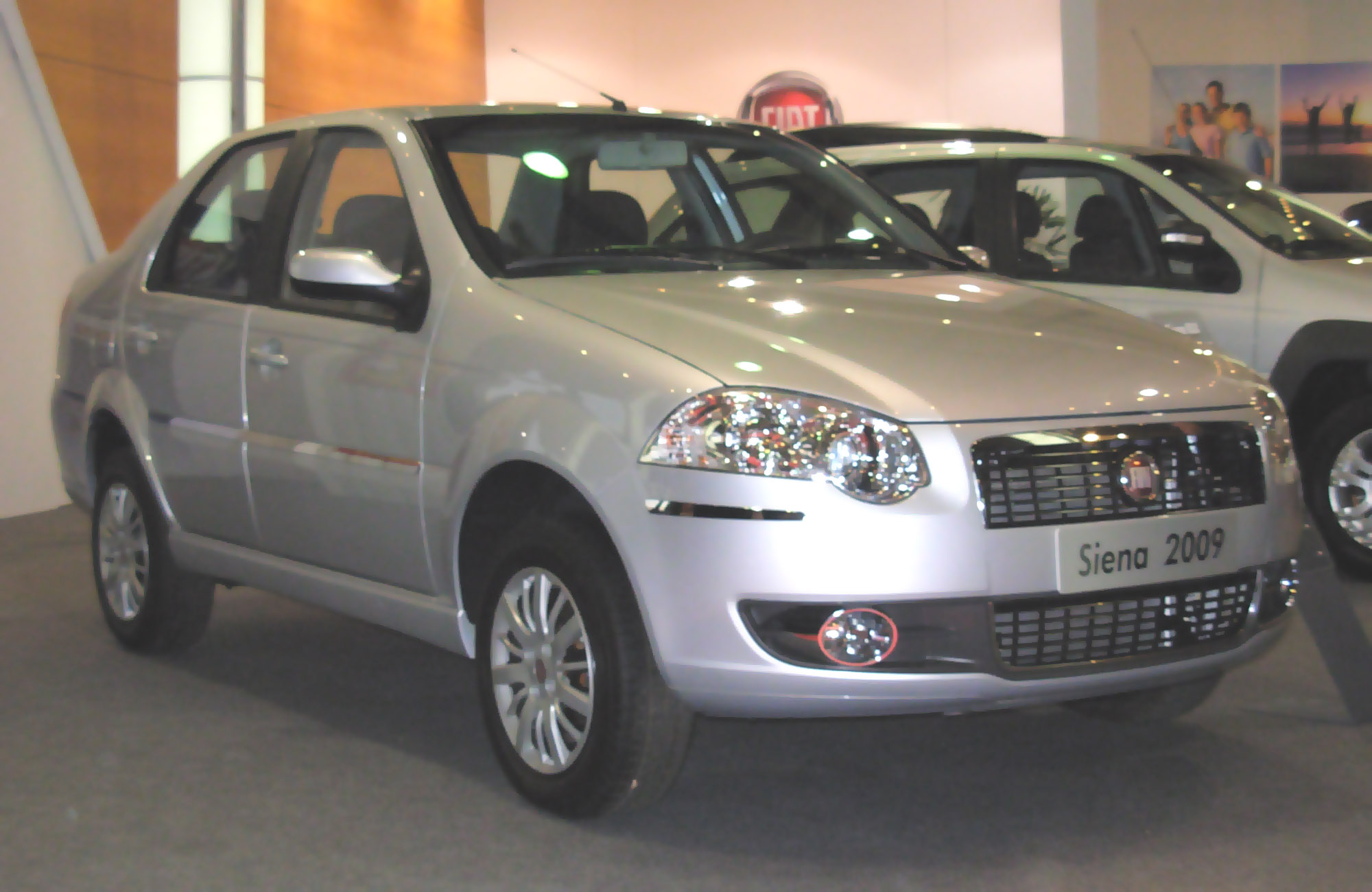
La Siena modello 2009 ristilizzata nel 2008

Nel 2008 al Montevideo Motor Show (Uruguay) viene presentata la Fiat Siena 2009, anch'essa come la Palio commercializzata con il nome dell'anno futuro all'effettiva messa in produzione iniziata nel 2008. La gamma, coperta nel segmento delle berline 3 volumi, viene completata dalla Fiat Palio berlina a 2 volumi, e dalla versione station wagon di essa (Palio Weekend) nonché dalla versione più alta da terra e rinforzata per la guida fuoristrada denominata "Locker". Sia la Weekend che la Locker condividono con la Siena lo stesso frontale.
Questo modello ristilizzato non sostituisce completamente quello vecchio, il quale viene ancora commercializzato con il nome "Siena Fire Flex" che copre una fascia più economica.
La Siena di prima generazione esce di produzione nell’ottobre 2016.

## Seconda generazione (2012-2021)

### Nascita della nuova serie
Dopo 14 anni di produzione e oltre 813.000 esemplari venduti nella primavera del 2012 viene presentata la seconda generazione della Siena completamente riprogettata. A differenza della vecchia serie la nuova resta imparentata nella meccanica con la nuova Palio ma a livello di estetica viene differenziata in modo notevole dalla due volumi perché il target della vettura è rivolto ad un pubblico più adulto e classico come le famiglie (rispetto alla Palio destinata più ai giovani). Un'altra novità avviene anche nella denominazione della vettura ribattezzata Grand Siena per distinguerla dalla precedente serie rimasta in produzione; la stessa strategia è stata adottata con la terza serie di Punto nel 2005 ribattezzata Grande Punto durante la presentazione. Inoltre l'aggettivo Grand riferito alla Siena sottolinea l'incremento delle dimensioni della vettura rispetto alla precedente serie.
Frutto del progetto Tipo 326 3V (tre volumi) la nuova Grand Siena è stata progettata utilizzando la nuova piattaforma Economy Low Cost come base debuttata con la Fiat Uno nel 2010 e ripresa l'anno seguente dalla Palio; sotto la Siena il passo della piattaforma è stato incrementato fino a 2,511 metri in modo da ottenere un abitacolo più spazioso. Con la nuova Siena vengono utilizzati anche dei processi produttivi più efficienti già inaugurati con la Palio di seconda generazione e vengono utilizzati in maggior percentuale gli acciai alto-resistenziali.
Dal 2015 la Grand Siena viene importata in Messico e venduta come Dodge Vision; la Vision è identica alla Grand Siena ad eccezione del marchio Dodge al posto di quello Fiat. In Messico viene venduta solo con motore 1.6 16V con cambio automatico Dualogic.

### Il design
Lo stile della vettura è opera del Centro Stile Fiat di Torino in collaborazione col centro stile brasiliano: il design riprende il family feeling della casa ispirandosi ai modelli Punto e Bravo. In particolare il frontale possiede fanali a goccia con una presa d'aria nella parte bassa e una calandra cromata, nella fiancata è presente una nervatura che risale lungo il montante posteriore mentre nella coda il cofano del baule è stato disegnato in modo da accennare nella forma ad uno spoiler, i fanali possiedono una forma più spigolosa con la targa alloggiata sul paraurti. Il marchio Fiat posteriore funge anche da pulsante per aprire il bagagliaio. Il logo Grand Siena non è presente per esteso: sul bagagliaio è presente solo il fregio Siena mentre sui montanti laterali delle porte posteriori è presente la targhetta Grand. Lungo la fiancata sulle versioni di punta sono presenti delle cromature che rendono l'aspetto della vettura più elegante.
Se esteticamente non sono presenti elementi in comune con la Palio nell'abitacolo si notano alcune somiglianze soprattutto nella disposizione dei comandi: il disegno della plancia è arrotondato, rispetto alla Palio cambia la forma dei diffusori d'aria centrali e alcune rifiniture di qualità maggiore. Rispetto al vecchio modello migliora notevolmente anche l'insonorizzazione mentre i sedili sono più leggeri di 20 kg grazie all'utilizzo di materiali più leggeri. Cinque i posti e bagagliaio più ampio che raggiunge il volume minimo di 520 litri. La nuova strumentazione realizzata da Fiat e Magneti Marelli possiede la funzione Welcome Moving ovvero gli elementi che la compongono si muovono appena la vettura viene messa in moto. Sotto il profilo della sicurezza la nuova Siena dispone di serie dell'ABS e dell'EBD oltre a due airbag. Optional il sensore pioggia, fari e i sensori di parcheggio più il cruise control. I modelli di punta possono essere equipaggiati anche con l'impianto audio con bluetooth e ingresso Aux e USB, e climatizzatore oltre ai cerchi in lega.

### La meccanica

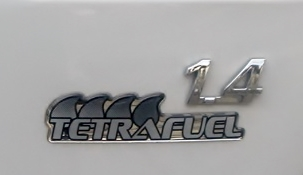
Il logo TetraFuel che identifica i modelli che possono essere alimentati con 4 diversi tipi di combustibile

A livello di meccanica vengono utilizzate sospensioni a ruote indipendenti MacPherson all'avantreno comune ai modelli Palio e Uno mentre al retrotreno viene utilizzata la stessa sospensione della Punto brasiliana a ruote interconnesse con ponte torcente che rispetto allo schema adottato della Palio è più adatta alle dimensioni generose della Siena, inoltre la carreggiata posteriore è più ampia. I freni sono anteriori a disco autoventilati e posteriori a tamburo. La produzione del modello avviene in Brasile nello stabilimento di Betim e in Argentina nello stabilimento di Cordoba. Attualmente viene venduta solo in Sud America e non è prevista l'esportazione in Europa.
Sono disponibili due versioni. La prima prevede il motore 1.4 Fire Evo Tetrafuel, abbinato a un cambio manuale a 5 rapporti e in grado di funzionare a benzina, etanolo, miscela benzina ed etanolo e infine a gas naturale GPL. Il motore Tetrafuel eroga, a seconda del tipo di carburante, una potenza massima compresa tra 85 e 88 CV. La seconda versione prevede il motore 1.6 E.torQ Flex a 16 valvole da 115 CV, in grado di funzionare sia a benzina (con potenza massima di 118 CV) che ad etanolo (con potenza massima di 115 CV) e abbinabile sia al cambio manuale che al cambio automatico Dualogic a 6 rapporti.